# TON 618
TON 618 (skrót od Tonantzintla 618) – kwazar zlokalizowany na granicy gwiazdozbioru Psów Gończych i Warkocza Bereniki, z przewidywaną odległością współporuszającą się około 18,2 miliarda lat świetlnych od Ziemi, światło przez niego emitowane obserwowane obecnie na Ziemi pochodzi sprzed około 10,4 miliarda lat. Posiada jedną z najbardziej masywnych czarnych dziur, jakie kiedykolwiek udało się zaobserwować, o masie 66 miliardów M☉.  Czarna dziura o takiej masie jak TON 618 posiada promień Schwarzschilda mierzący 1300 j.a. (średnica około 390 miliardów kilometrów, ponad 40 razy większa od orbity Neptuna).